# Sint-Elisabeth Ziekenhuis (Alkmaar)
Het Sint-Elisabeth Ziekenhuis was een ziekenhuis in Alkmaar uit 1927 dat na de fusie met het nabijgelegen Centraal Neutraal Ziekenhuis met Klassenverpleging in 1974 is opgegaan in het Medisch Centrum Alkmaar, anno 2025 Noordwest Ziekenhuisgroep.

## Geschiedenis

### Voorgeschiedenis
De naam Sint-Elisabeth voor het ziekenhuis in Alkmaar is al lang in gebruik. Volgens de archieven van de Sint-Adelbertabdij werd al in 1341 een Sint Elisabethgasthuys, ook wel St. Elisabethshospitaal gesticht door de bemoeienis van de Abdij van Egmond. Het zou het eerste georganiseerde ziekenhuis in Alkmaar zijn geweest.
In 1785 werden het Sint Elisabethgasthuis of Vrouwengasthuis en het Mannengasthuis tot het Stadsziekenhuis samengevoegd. De naam Elisabeth verdween tot de katholieken in 1897 de naam Sint Elisabethgesticht voor hun ziekenhuis aan de Emmastraat gebruikten. Het gesticht werd bestuurd door de Hippolytusstichting die onder de congregatie van de Zusters Augustinessen van Barmhartigheid in Delft viel. Het Sint Elisabethgesticht had 40 bedden en beschikte over een goede operatiekamer. Na verloop van tijd deden ook niet-katholieken steeds vaker een beroep op het Sint Elisabethgesticht, niet in de laatste plaats omdat het Stadsziekenhuis sterk verouderd was geraakt.

### Sint-Elisabeth Ziekenhuis
Om aan de zo ontstane beddennood het hoofd te bieden werd er in 1925 gestart met de bouw van een nieuw ziekenhuis aan de Van Everdingenstraat naar ontwerp van Jan Stuyt. Het gebouw werd in 1927 in gebruik genomen. De naam werd veranderd in Sint-Elisabeth Ziekenhuis. Het had 350 bedden en was daarmee een van de grootste ziekenhuizen van Nederland.
Het Stadsziekenhuis ging intussen vanaf 1930 met 150 bedden in de verbouwde Cadettenschool verder. Alkmaar had toen dus twee ziekenhuizen, en in totaal 500 bedden. Het stadsziekenhuis veranderde in 1931 de naam in Centraal Ziekenhuis.
Na de opening in 1965 van een nieuw gebouw voor het Centraal Ziekenhuis, raakte het Sint-Elisabeth Ziekenhuis verouderd en wilde eigenlijk weer nieuw bouwen. In 1965 droeg de Sint Hippolytusstichting het ziekenhuis over aan de stichting Sint Elisabethziekenhuis. Toestemming voor nieuwbouw bleef echter uit. Dit leidde er mede toe dat er overleg werd gezocht met het Centraal Ziekenhuis om over een gezamenlijke toekomst te praten. De ziekenhuizen lagen nog geen 500 meter van elkaar. De fusie kwam er en vanaf 1 juli 1974 gingen beide ziekenhuizen samen verder onder de naam Medisch Centrum Alkmaar.